# NGC 4204
NGC 4204 (другие обозначения — UGC 7261, MCG 4-29-51, ZWG 128.60, KUG 1212+209A, IRAS12126+2056, PGC 39179) — галактика в созвездии Волосы Вероники.
Этот объект входит в число перечисленных в оригинальной редакции «Нового общего каталога».
В галактике обнаружен ультраяркий рентгеновский источник